# Traveförde
Traveförde este o arie protejată (arie de protecție specială avifaunistică — SPA) din Germania întinsă pe o suprafață de 3.287 ha, integral pe uscat.

## Localizare
Centrul sitului Traveförde este situat la coordonatele 53°55′32″N 10°52′10″E / 53.9256°N 10.8694°E.

## Înființare
Situl Traveförde a fost declarat arie de protecție specială avifaunistică în august 2000 pentru a proteja 24 de specii de animale.

## Biodiversitate
Situată în ecoregiunea continentală, aria protejată nu include niciun habitat protejat.
La baza desemnării sitului se află mai multe specii protejate de  păsări (24): ciocârlie-de-câmp (Alauda arvensis), Anser albifrons albifrons, gâscă de semănătură (Anser fabalis), rața moțată (Aythya fuligula), Aythya marila, buhai de baltă (Botaurus stellaris stellaris), Bucephala clangula, prundaș gulerat mare (Charadrius hiaticula), erete de stuf (Circus aeruginosus), lebădă de iarnă (Cygnus cygnus), ciocănitoarea de stejar (Dendrocopos medius), ciocănitoare neagră (Dryocopus martius), muscar (Ficedula parva), Grus grus grus, sfrâncioc roșiatic (Lanius collurio), Luscinia svecica cyanecula, ferestraș mic (Mergus albellus), Mergus merganser merganser, gaia roșie (Milvus milvus), viespar (Pernis apivorus), cormoran mare (Phalacrocorax carbo carbo), Podiceps nigricollis nigricollis, chiră de baltă (Sterna hirundo), silvie porumbacă (Sylvia nisoria).